# Вімблдон (футбольний клуб, 2002)
«Вімблдон» (англ. AFC Wimbledon) — англійський професіональний футбольний клуб з Мертона, що знаходиться на території південно-східного Великого Лондона. Заснований 30 травня 2002 року. Домашні ігри проводить на стадіоні «Плау Лейн» місткістю 9 215 чоловік.